# Федерация объединений советских писателей
Федерация объединений советских писателей (ФОСП) образована была 27 декабря 1926 на учредительном собрании, созванном Всероссийской ассоциацией пролетарских писателей (ВАПП), Всероссийским обществом крестьянских писателей (ВОКП) и Всероссийским союзом писателей (ВСП).
Основной задачей ФОСП являлось «объединение различных писательских группировок, желающих активно участвовать в строительстве СССР и считающих, что наша литература призвана сыграть в данной области одну из ответственных ролей».
Высшим руководящим органом ФОСП являлся Совет Федерации, а его исполнительными органами — Президиум и Секретариат, создававшиеся из равного количества представителей каждой литературной организации-учредительницы. Входившие в состав ФОСП литературные объединения номинально сохраняли полную автономность в литературно-идеологической и литературно-творческой областях, однако в Уставе подчёркивалась руководящая роль «пролетарских литературных организаций как авангарда советской литературы». Перед ФОСП поставлена была цель — создать общую платформу для вошедших в её состав литературных объединений (ВАПП, ВОКП, ВСП) на основе резолюции ЦК РКП(б) от 18 июня 1925 г. «О политике партии в области художественной литературы». Позже в состав ФОСП вошли литературные группы: «Ассоциация работников левого фронта искусства» (ЛЕФ), «Перевал», «Кузница» и «Литературный центр конструктивистов».
ФОСП организовала своё издательство «Федерация» (с 1933 «Советская литература», в 1934 вошло в издательство «Советский писатель») и печатный орган — «Литературную газету». При ФОСП был организован Литературный фонд РСФСР с функциями распределения жилья, санаторных путёвок, дач и т. д.
В связи с постановлением ЦК ВКП(б) от 23 апреля 1932 «О перестройке литературно-художественных организаций» ФОСП, как и другие литературные организации, прекратила своё существование.
Многие черты ФОСП (административная структура, Литфонд) были воспроизведены в Союзе писателей СССР.